# 招商迅隆船务
招商迅隆船務是一家經營深圳至港澳以及珠海九洲港的高速客輪公司，營運主體為深圳迅隆船務有限公司，由招商局集團通過招商蛇口全資持有，並與蛇口郵輪中心（招商蛇口國際郵輪母港有限公司）共同營運，於1993年成立。

## 歷史及背景
1993年11月，深圳迅隆船務有限公司成立，並於1995年10月購入第一艘雙體船，開通港澳客輪碼頭至蛇口客運碼頭日航航線，成為繼鵬星船務、油蔴地小輪（1999年後終止）及長江航運集團後，第四家經營深港高速客輪的公司。
直到1997年6月，迅隆才獲交通部批准其組建；與此同時，迅隆收購長江航運集團深港航線業務（連三艘雙體船）。
1999年8月，迅隆深港航線增設夜航。
2003年9月，迅隆加開深圳至香港海天客運碼頭的航線，兩年後再加設在深圳蛇口碼頭預辦香港登機服務。
2007年7月，迅隆加開深圳至澳門外港客運碼頭的航線，並於翌年與噴射飛航合營福永碼頭（深圳寶安國際機場）至香港機場及澳門航線。
2009年，迅隆與市營深圳市航運集團轄下鵬星船務開始合營蛇口至澳門國際機場航線，及後再合營其他航線。
2016年10月31日，蛇口郵輪中心啟用，迅隆所有使用原蛇口客運碼頭航線改以該碼頭始發終到，而迅隆總辦事處亦遷入新碼頭。

## 服務航線
此外，迅隆亦營運不停靠其他港口的「海上遊」航線，具體航線為從蛇口郵輪中心開至深圳灣公路大橋，再沿航路折返。

## 現役船隊

### Austal 39.9m
Austal 39.9m，款式為雙體船，39.9米長，總重560噸，定員326人，裝有兩具各1580千瓦功率的 MTU製16V 396 TE 74L型柴油機提供動力，航速33節。此款船隻僅有一艘，由長江航運併入。
澳洲Austal製造的雙體船：
| 船名          | 圖片 | 建造年份  | 定員  | 備註 | 航速 （準確至個位數） | 船身號碼    |
| 台山 Tai Shan |      | 1993年5月 | 326人 |      | 33節                  | Hull No.010 |

### Admiral 36m
Admiral 36m，款式為雙體船，36米長，總重505噸，定員312人，裝有四具各735千瓦功率的 MTU製12V 183 TE 92型柴油機提供動力，航速34節。此款船隻僅有一艘，是迅隆首款引進的雙體船。
挪威Rosendal Verft製造的Admiral雙體船：
| 船名                     | 圖片 | 建造年份   | 定員  | 備註 | 航速 （準確至個位數） | 船身號碼    |
| 迅隆壹號 Xun Long Yi Hao |      | 1995年11月 | 312人 |      | 34節                  | Hull No.266 |

### Seaload 38m
Batservice Seaload 38m，款式為雙體船，38米長，總重531噸，定員356人，裝有四具各788千瓦功率的 MTU製12V 2000 MTO型柴油機提供動力，航速32節。此款船隻僅有一艘。
挪威Batservice製造的Seaload雙體船：
| 船名                     | 圖片 | 建造年份  | 定員  | 備註     | 航速 （準確至個位數） | 船身號碼   |
| 迅隆貳號 Xun Long Er Hao |      | 1998年4月 | 356人 | 图中右者 | 32節                  | Hull No.18 |

### Seacat 33m
Seacat 33m，款式為雙體船，33米長，總重438噸，定員232人，裝有兩具各1050千瓦功率的 MTU製12V 2000 M70型柴油機驅動噴水推進器提供動力，航速28節。此款船隻共有兩艘。
廣東宏深船舶工程有限公司（香港宏德機器鐵工廠子公司）製造的Seacat雙體船：
| 船名             | 圖片 | 建造年份 | 定員  | 備註                | 航速 （準確至個位數） | 船身號碼      |
| 迅隆3 Xun Long 3 |      | 2007年   | 232人 | 圖中靠右船隻為迅隆3 | 28節                  | Hull No.Y2601 |
| 迅隆4 Xun Long 4 |      | 2007年   | 232人 |                     | 28節                  | Hull No.Y2602 |

### Incat 34m
Incat 34m，款式為雙體船，34米長，定員188人，裝有兩具各1050千瓦功率的 MTU製12V 2000 M70型柴油機驅動噴水推進器提供動力，航速30節。此款船隻共有兩艘。
澳洲Incat公司授權英輝南方造船（廣州番禺）有限公司（香港英輝造船子公司）製造的Incat雙體船：
| 船名             | 圖片 | 建造年份 | 定員  | 備註 | 航速 （準確至個位數） | 船身號碼 |
| 迅隆5 Xun Long 5 |      | 2011年   | 188人 |      | 30節                  | 不明     |
| 迅隆6 Xun Long 6 |      | 2011年   | 188人 |      | 30節                  | 不明     |

### CC300
CC300，款式為雙體船，34米長，定員296人，裝有兩具各1440千瓦功率的 MTU製12V 2000 M72型柴油機驅動噴水推進器提供動力，航速34節。此款船隻共有兩艘。
澳洲CoCo Yatch公司授權英輝南方造船 (廣州番禺) 有限公司（香港英輝造船子公司）製造的CC300雙體船：
| 船名             | 圖片 | 建造年份 | 定員  | 備註                | 航速 （準確至個位數） | 船身號碼 |
| 迅隆7 Xun Long 7 |      | 2016年中 | 296人 | 圖中靠左船隻為迅隆7 | 34節                  | 不明     |
| 迅隆8 Xun Long 8 |      | 2016年尾 | 296人 | 圖中靠右船隻為迅隆8 | 34節                  | 不明     |

### CC290
CC290，款式為雙體船，船长42.3米，型宽10.0米，型深3.4米，设计吃水1.33米，设计船速29.4节，载客量290人。此款船隻目前有2艘。
荷兰CoCo游艇公司授權珠海普兰帝船舶工程有限公司製造的CC290雙體船：
| 船名               | 圖片 | 建造年份       | 定員  | 備註 | 航速 （準確至個位數） | 船身號碼 |
| 迅隆9 Xun Long 9   |      | 2019年6月28日  | 290人 |      | 29節                  | 不明     |
| 迅隆11 Xun Long 11 |      | 2019年12月13日 | 290人 |      | 29節                  | 不明     |

## 票價表

### 跨境線
以下票價均以人民幣顯示；但在實際購票時，蛇口始發者才以人民幣計價，而港澳始發者則分別以港幣及澳門幣計價。
| 票價                                                         |                |                |
| 上環(港澳客運碼頭)→深圳(蛇口郵輪中心)                        |                |                |
| 頭等位                                                       | 普通位（成人） | 普通位（兒童） |
| ￥150                                                        | ￥120          | ￥70           |
| 深圳(蛇口郵輪中心)→上環(港澳客運碼頭)                        |                |                |
| 頭等位                                                       | 普通位（成人） | 普通位（兒童） |
| ￥150                                                        | ￥120          | ￥70           |
| 深圳(蛇口郵輪中心)↔ 上環(港澳客運碼頭)（限普通位，大小同價） |                |                |
| 平日                                                         | 假日           |                |
| ￥150                                                        | ￥170          |                |

| 赤鱲角(海天客運碼頭)→深圳(蛇口郵輪中心)              |                |                |                |
| 頭等位（成人）                                       | 頭等位（兒童） | 普通位（成人） | 普通位（兒童） |
| ￥190                                                | ￥150          | ￥120          | ￥100          |
| 深圳(蛇口郵輪中心)→赤鱲角(海天客運碼頭)              |                |                |                |
| 頭等位（成人）                                       | 頭等位（兒童） | 普通位（成人） | 普通位（兒童） |
| ￥300                                                | ￥200          | ￥270          | ￥170          |
| 深圳(蛇口郵輪中心)↔ 赤鱲角(海天客運碼頭)（限普通位） |                |                |                |
| 價格（平日及假日、大小同價）                         |                |                |                |
| ￥360                                                |                |                |                |

| 澳門(外港客運碼頭)→深圳(蛇口郵輪中心)                          |                |                |                |
| 頭等位（成人）                                                 | 頭等位（兒童） | 普通位（成人） | 普通位（兒童） |
| ￥380                                                          | ￥190          | ￥210          | ￥100          |
| 深圳(蛇口郵輪中心)→澳門(外港客運碼頭)                          |                |                |                |
| 頭等位（成人）                                                 | 頭等位（兒童） | 普通位（成人） | 普通位（兒童） |
| ￥380                                                          | ￥190          | ￥210          | ￥100          |
| 深圳(蛇口郵輪中心)↔ 澳門(外港客運碼頭)（平日及假日、大小同價） |                |                |                |
| 頭等位                                                         | 普通位         |                |                |
| ￥620                                                          | ￥360          |                |                |

| 澳門(氹仔客運碼頭)→深圳(蛇口郵輪中心)                          |                |                |                |
| 頭等位（成人）                                                 | 頭等位（兒童） | 普通位（成人） | 普通位（兒童） |
| ￥380                                                          | ￥190          | ￥210          | ￥100          |
| 深圳(蛇口郵輪中心)→澳門(氹仔客運碼頭)                          |                |                |                |
| 頭等位（成人）                                                 | 頭等位（兒童） | 普通位（成人） | 普通位（兒童） |
| ￥380                                                          | ￥190          | ￥210          | ￥100          |
| 深圳(蛇口郵輪中心)↔ 澳門(氹仔客運碼頭)（平日及假日、大小同價） |                |                |                |
| 頭等位                                                         | 普通位         |                |                |
| ￥620                                                          | ￥360          |                |                |

### 境內線
以下航線頭等位票價只供參考，實際會因應用船不同亦有所更改。
| 外伶仃島→深圳(蛇口郵輪中心) |                      |                |                      |
| 頭等位（成人）              | 頭等位（兒童、長者） | 普通位（成人） | 普通位（兒童、長者） |
| ￥190                       | ￥110                | ￥160          | ￥80                 |
| 深圳(蛇口郵輪中心)→外伶仃島 |                      |                |                      |
| 頭等位（成人）              | 頭等位（兒童、長者） | 普通位（成人） | 普通位（兒童、長者） |
| ￥190                       | ￥110                | ￥160          | ￥80                 |

| 九洲港→深圳(蛇口郵輪中心) |                |                |              |        |                  |
| 貴賓位（成人）            | 頭等位（成人） | 普通位（成人） | 兒童、長者票 | 學生票 | 軍人及傷殘人士票 |
| ￥185                     | ￥155          | ￥125          | ￥62         | ￥115  | ￥62             |
| 深圳(蛇口郵輪中心)→九洲港 |                |                |              |        |                  |
| 貴賓位（成人）            | 頭等位（成人） | 普通位（成人） | 兒童、長者票 | 學生票 | 軍人及傷殘人士票 |
| ￥185                     | ￥155          | ￥125          | ￥62         | ￥115  | ￥62             |